# Моргунов, Юрий Васильевич
Юрий Васильевич Моргунов (1921—2003) — полковник Советской Армии, участник Великой Отечественной войны, Герой Советского Союза (1944).

## Биография
Родился 17 августа 1921 года в селе Ясенево (ныне — в черте Москвы). После окончания семи классов школы и школы фабрично-заводского ученичества работал токарем на заводе имени Орджоникидзе в Москве. Одновременно с работой занимался в аэроклубе.
В 1940 году был призван на службу в Рабоче-крестьянскую Красную Армию. С июня 1940 по март 1942 года обучался Чкаловской военной авиационной школе пилотов. С января 1943 года — на фронтах Великой Отечественной войны.
С марта 1942 по февраль 1943 года — пилот 15-го отдельного разведывательного запасного полка, с февраля 1943 по ноябрь 1943 года — лётчик отдельного гвардейского разведывательного полка ГК ВВС РККА (ОГРАП), с ноября 1943 по 7 октября 1944 года — командир звена ОГРАП в звании младшего лейтенанта. Первое боевое разведывательное задание получил на Юго-Западном фронте. Разведывал вражескую оборону на берегах Северского Донца, в полосе между городами Змиев и Ворошиловград.
С января по ноябрь 1943 года совершил 98 боевых вылетов на воздушную разведку и аэрофотосъёмку объектов противника в его глубоком тылу, во время которых обнаружил и зафиксировал на фотоплёнке 5450 вражеских самолётов, 3600 железнодорожных составов, 9840 автомашин, 1670 танков, 975 орудий, 32 переправы и до трёх полков пехоты врага.
Указом Президиума Верховного Совета СССР «О присвоении звания Героя Советского Союза офицерскому составу военно-воздушных сил Красной Армии» от 4 февраля 1944 года за «образцовое выполнение боевых заданий командования на фронте борьбы с немецкими захватчиками и проявленные при этом отвагу и геройство» был удостоен высокого звания Героя Советского Союза с вручением ордена Ленина и медали «Золотая Звезда» за номером 2843.
После Великой Отечественной войны в 1954 года Юрий Васильевич с отличием окончил ВВА им. Ю. А. Гагарина. Затем проходил службу в Советской Армии в должностях: командира отдельного авиационного разведывательного полка, заместителя начальника Штаба воздушной армии по разведке. С 1964 года по 1977 год — в Генеральном штабе ВС СССР. В мае 1977 года был уволен в запас в звании полковника.
После увольнения из рядов Советской Армии с 1977 г. по 1992 г. работал в НЭЦ АУВД (ныне ГосНИИ «Аэронавигация»).
Проживал и работал в Москве. Умер 23 октября 2003 года, похоронен на Митинском кладбище Москвы.
Был также награждён двумя орденами Красного Знамени, двумя орденами Отечественной войны 1-й степени, орденами Красной Звезды и «За службу Родине в Вооружённых Силах СССР» 3-й степени, рядом медалей.